# El Fath-moskee (Maastricht)
De El Fath-moskee is een Marokkaans-Nederlandse moskee in de Maastrichtse buurt Brusselsepoort, gelegen aan Sint Lucassingel 70. El Fath betekent: de vrijheid.

## Geschiedenis
De Marokkaanse islamitische gemeenschap in Maastricht en omgeving kwam lange tijd bijeen in een noodgebouw, dat echter gebrekkig was. De definitieve moskee kwam gereed in 2002 en werd ontworpen door Marten de Koningh.

## Gebouw
De moskee is uitgevoerd in witte baksteen, en bevat een ingebouwde, vierkante minaret, getooid met een kleiner vierkant bouwseltje dat bekroond wordt door een uivormige spits. De gebedsruimte, die zich op de bovenverdieping bevindt, wordt overwelfd door een licht gebogen dak. Ook bevindt zich op dit dak een bescheiden koepel.
Op de begane grond treft men dienstruimten en een gemeenschapsruimte aan.
* betekent: niet langer in gebruik voor religieuze doeleinden; ** betekent: (deels) gesloopt, verdwenen